# Plectranthus aulihanensis
Plectranthus aulihanensis là một loài thực vật có hoa trong họ Hoa môi. Loài này được (Schweinf. & Volkens) ined. miêu tả khoa học đầu tiên.